# Philipp Maier
Philipp Maier (* 14. Juni 1994 in Kienberg) ist ein deutscher Fußballspieler.

## Sportlicher Werdegang
Nach seinen Anfängen in der Jugend des TuS Kienberg wechselte er im Sommer 2006 in die Jugendabteilung des TSV 1860 Rosenheim. Dort wurde er nach dem Ende seiner Jugendzeit in den Kader der zweiten Mannschaft in der Bezirksliga aufgenommen, kam aber auch ab dem Frühjahr 2013 zu ersten Einsätzen für die erste Mannschaft in der Regionalliga Bayern. Im Januar 2014 schloss er sich für ein halbes Jahr der zweiten Mannschaft von Wacker Burghausen in der Bayernliga an. Danach kehrte er nach Rosenheim zurück und blieb dort fünf Spielzeiten, zuerst in der Bayernliga und nach dem Aufstieg 2016 die restlichen Spielzeiten in der Regionalliga Bayern. Im Sommer 2019 wechselte er ligaintern nochmals zu Wacker Burghausen. Bereits zur nächsten Spielzeit wechselte er innerhalb der Liga zum 1. FC Schweinfurt 05.
Nachdem Maier mit seiner Mannschaft in den Aufstiegsspielen zur 3. Liga am TSV Havelse gescheitert war, wechselte er im Sommer 2021 in die Regionalliga Südwest zum SSV Ulm 1846. Die Spielzeit 2021/22 war von einer langwierigen Verletzung überschattet, in der er 25 Spieleinsätze beim Erreichen der Vizemeisterschaft hinter der SV Elversberg verzeichnete. Im abschließenden Saisonspiel gegen VfB Stuttgart II sah er eine rote Karte, so dass er beim Auftakt der folgenden Spielzeit dreimal zuschauen musste. Anschließend war er unter Cheftrainer Thomas Wörle weitgehend Stammspieler und erzielte auf dem Weg zur Viertligameisterschaft sechs Saisontore. Auch nach dem Aufstieg in die 3. Liga stand er über weite Strecken in der Startformation, so auch beim ersten Profispiel des Klubs seit dem Abstieg aus der 2. Bundesliga 22 Jahre zuvor am ersten Spieltag der Drittligasaison 2023/24 gegen den 1. FC Saarbrücken. Vornehmlich im defensiven Mittelfeld aufgestellt, sah er zwölfmal die gelbe Karte und musste somit zweimal via Gelbsperre pausieren. Mit einer am 21. Spieltag beginnenden und bis Saisonende anhaltenden Serie von ungeschlagenen Spielen überflügelte er mit den „Spatzen“ die Konkurrenz und schaffte als Drittligameister vor Mitaufsteiger Preußen Münster den Durchmarsch in die 2. Bundesliga. Im Januar 2025 wechselte er zum TSV 1860 München.

## Erfolge
- Bayernpokal-Sieger: 2013
- Meister der Regionalliga Bayern: 2021
- Meister der Regionalliga Südwest und Aufstieg in die 3. Liga: 2023
- Meister der 3. Liga und Aufstieg in die 2. Bundesliga: 2024